# Museo Aquagraria
Aquagraria es un espacio museístico que se encuentra en Ejea de los Caballeros (Zaragoza, España).
En él se expone la relación entre agua y agricultura, prestando una especial atención a la mecanización agrícola.
Su ubicación en la villa de Ejea de los Caballeros se debe a la existencia de una destacada industria de maquinaria agrícola en este municipio.
Forma parte de la Fundación Aquagraria, integrada, entre otros, por el Ayuntamiento de Ejea de los Caballeros, Diputación Provincial de Zaragoza, Sociedad Cooperativa Agraria Virgen de la Oliva y Comunidad General de Regantes Canal de las Bardenas. Esta es una fundación sin ánimo de lucro cuyo objetivo es favorecer el desarrollo agroindustrial, cultural y económico de Ejea de los Caballeros.

## Ámbitos del museo
Son tres los bloques que conforman el museo.
El primero, titulado «El poder del agua», resalta la influencia que tiene el agua en el desarrollo del progreso humano. Se aborda, a nivel global, como el agua es un bien escaso imprescindible para la existencia de la vida.

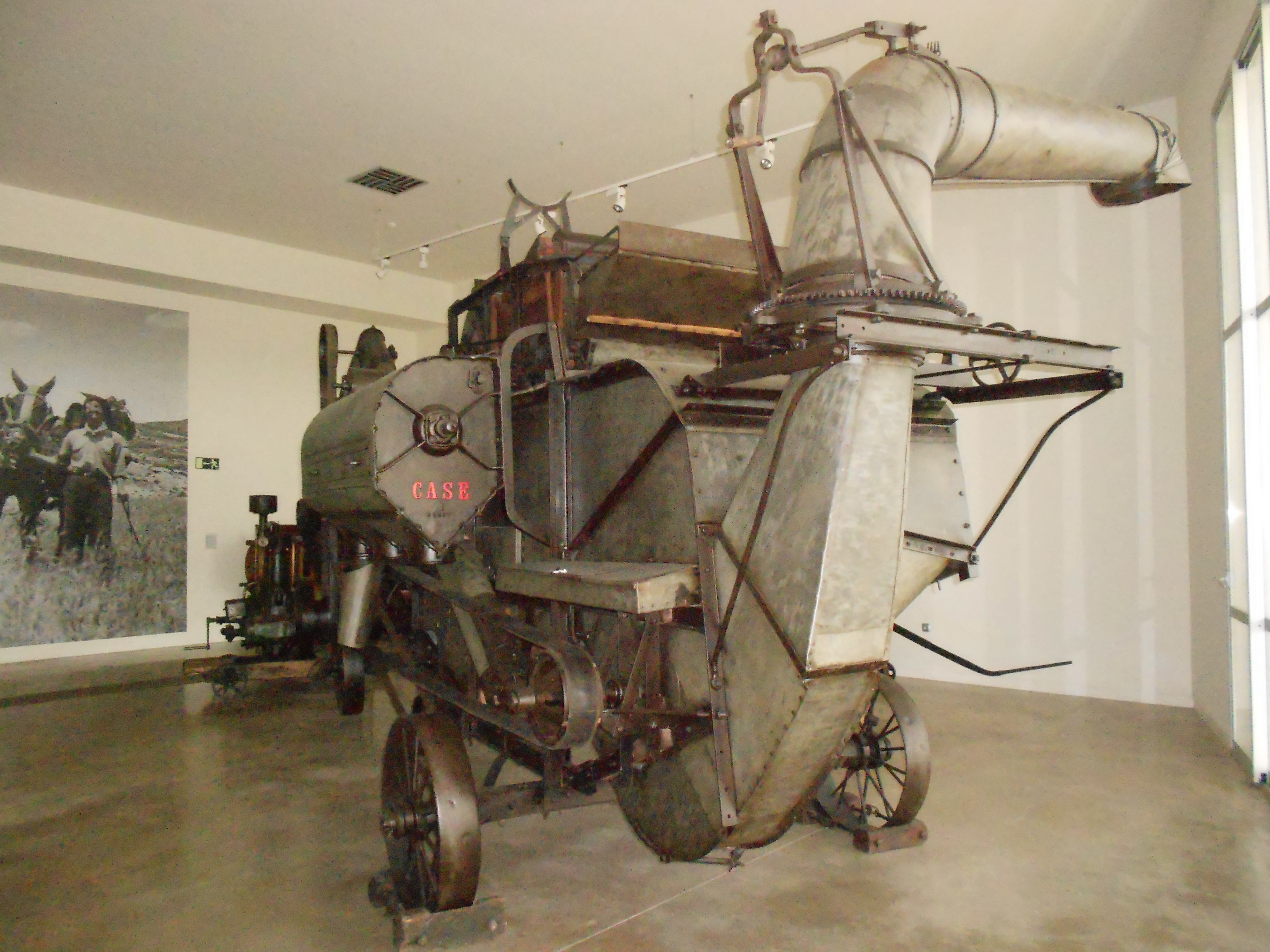
Antigua trilladora CASE de 1915, Estados Unidos.

El segundo bloque, «Ejea de los Caballeros: ausencia y presencia de agua», presenta al vínculo existente entre la presencia de agua y el progreso económico y social de la región de Ejea.
Se muestra como la extensión del regadío a raíz de la construcción del Canal de las Bardenas significó un aumento de la productividad agraria; y como, a consecuencia de ello, surgieron un número de industrias relacionadas con el sector.
El tercer bloque, «Ejea de los Caballeros: de la tradición a la mecanización agrícola», alberga una extensa colección de maquinaria agrícola histórica,recopilada durante años por la familia Miguel Longas El soporte técnico para la restauración de las piezas de arqueología industrial agraria fueron bajo dirección de la Asociación cultural etnológica de los oficios perdidos, analizando su evolución desde la invención del arado hasta la tecnología actual mediante piezas que se datan desde principios del siglo XIX hasta la actualidad y entre las que se encuentran, no sólo las piezas icónicas fabricadas en Ejea de los Caballeros, sino también algunas máquinas excepcionales por su antigüedad y rareza.
Se explica como la introducción de la maquinaria agrícola en España, a finales del siglo XIX, permitió el comenzar a fabricar las primeras máquinas de este tipo décadas después y gracias a los conocimientos acumulados tras años de manejo de maquinaria fabricada en el extranjero. 
De esta forma surgió en Ejea de los Caballeros una pujante industria de maquinaria agrícola, que cuenta en la actualidad con empresas de primera fila a nivel nacional e internacional.
Cosechadoras, segadoras, arados, trilladoras o tractores antiguos, tanto importados desde países como Estados Unidos, Inglaterra o Alemania, como de fabricación local, son algunas de las piezas que se pueden ver en este museo.

## Casa del Colono
La Casa del Colono, ubicada en la localidad de El Bayo en el municipio de Ejea de los Caballeros, es un espacio expositivo que pretende ser un homenaje a todas aquellas personas que emprendieron el camino hacia la colonización de los pueblos del agua de las Bardenas en los años 50 y 60 y que cambiaron la realidad de la época.
La Casa del Colono se centra en un hecho concreto de una gran trascendencia para el municipio Ejea: el proceso de colonización que produjo la entrada en funcionamiento del Canal de las Bardenas, que propició la llegada del agua a esta zona, y la creación de seis nuevos pueblos. De este modo se da a conocer más de cerca los pueblos de colonización y su idiosincrasia.